# 江戸相撲明和2年3月場所
江戸相撲明和2年3月場所（えどすもうめいわ2ねん3がつばしょ）は、明和2年（1765年）3月に開催された江戸相撲（大相撲の前身）の本場所。興行場所は神明社。

## 幕内番付・星取表
| 東               | 東                  | 東             | 番付      | 西             | 西                     | 西   |
| 備考             | 成績                | 力士名         | 番付      | 力士名         | 成績                   | 備考 |
| ---------------- | ------------------- | -------------- | --------- | -------------- | ---------------------- | ---- |
| 新大関（第22代） | 1敗7休              | 大嶋庄太夫     | 大関      | 都嶋浜右エ門   | 2勝6休                 |      |
|                  | 1勝7敗              | 大山源太左エ門 | 関脇      | 大童子峰右エ門 | 4敗1預3休              |      |
|                  | 7勝1分              | 出水川貞右エ門 | 小結      | 磯碇平左エ門   | 2勝2敗1無勝負3休       |      |
|                  | 1勝3敗2預2休        | 荒瀧吾太夫     | 前頭筆頭  | 艫綱良助       | 4勝1敗1分2預           |      |
|                  | 3勝1敗2預1無勝負1休 | 雪見山堅太夫   | 前頭2枚目 | 戸田川鷲之助   | 1勝1敗6休              |      |
|                  | 3勝5敗              | 虎渡勘五郎     | 前頭3枚目 | 関ノ戸億右エ門 | 5勝2敗1休              |      |
|                  | 2勝4敗1分1休        | 鹿間津浪之助   | 前頭4枚目 | 盤井川逸八     | 3勝1敗1分1預1無勝負1休 |      |
|                  | 1勝5敗2休           | 玉川金蔵       | 前頭5枚目 | 越ノ海福松     | 6勝2敗                 |      |

## 備考
- この時代の江戸相撲においては優勝力士という概念は存在していないが、後に定められた優勝制度を遡って準用することができる。本場所においては、出水川が優勝に相当する力士であるとみなすことができる。